# Giovanni Battista Argenta

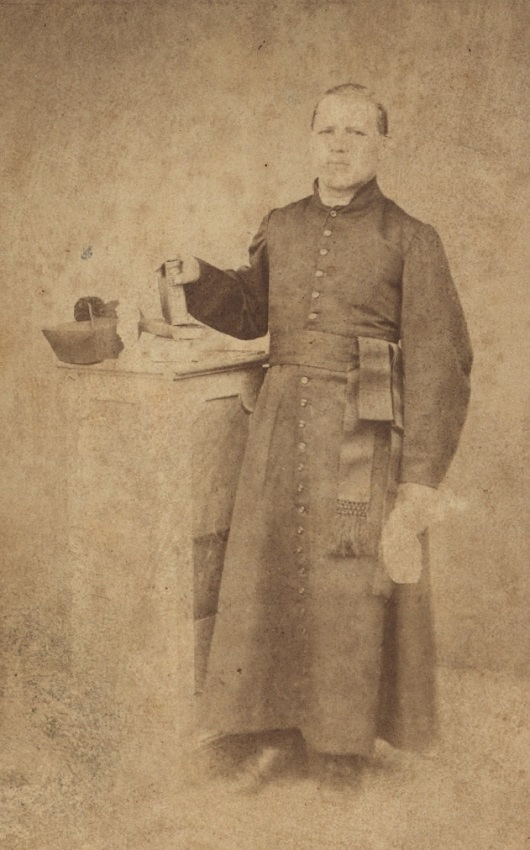
Giovanni Battista Argenta

Giovanni Battista Argenta (Pedavena, 1841 — São Paulo, 8 de maio de 1915), também conhecido como João Batista Argenta, foi um padre católico italiano ativo no Brasil.
Era um dos 21 filhos de Giacomo Argenta e Domenica Rento. Não se sabe exatamente quando chegou ao Brasil. No início da década de 1890 foi o primeiro capelão de Ana Rech, depois foi designado coadjutor da Igreja Matriz da vila de Caxias, e em 15 de julho de 1893 foi indicado pároco da Matriz.
Argenta teve dificuldades para atuar, chegando à vila em uma fase de grandes conflitos políticos que se estendiam a toda a região colonial, quando a Igreja sofria insistentes ataques da maçonaria e dos liberais, mas notabilizou-se por fundar e dar início às obras do prédio definitivo da Matriz, um imponente templo de estilo neogótico, que veio a ser a mais importante edificação sacra da região. Para isso teve antes de demolir uma outra Matriz que o governo estadual havia iniciado por sua conta em orientação inadequada, e que não havia terminado. A pedra fundamental foi lançada e benzida com grande solenidade em 5 de dezembro de 1895. Argenta contou com a colaboração de toda a comunidade e de uma Comissão de Fabriqueiros composta por Domingos Maineri, Francisco Balen, Luiz Baldessarini, Luiz Curtolo e Francisco Bonotto, mais uma comissão auxiliar de líderes das comunidades rurais (Comissão dos Travessões), e conseguiu entregar a construção já coberta quando deixou a paróquia em 15 de julho de 1896 para seu sucessor Pietro Nosadini, que desde há algum tempo o coadjuvava.
Depois Argenta permaneceu algum tempo atuando na zona rural, e enfim mudou-se para o estado de São Paulo, onde foi indicado sucessivamente capelão de Cerquilho e de Rio Claro. Faleceu na capital paulista em 8 de maio de 1915, vítima de nefrite, e está enterrado no Cemitério do Araçá. Foi lembrado por Luís Alberto De Boni e Rovílio Costa como um dos mais destacados padres ativos na região colonial italiana do Rio Grande do Sul.